# Daşkəsən (rajón)
Daşkəsən je rajón na západě Ázerbájdžánu.

## Demografie

### Národnosti
Počet obyvatel: 30 418
- Ázerbájdžánci 99,5 %
- Rusové 0,3 %
- ostatní 0,2 %

### Náboženství
- Islám 99,8 %
- ostatní 0,2 %

### Jazyky
- ázerbájdžánština 100 %